# Марлон Сантос
Марлон Сантос да Сілва Барбоза, більш відомий як Марлон (порт. Marlon Santos da Silva Barbosa, нар. 7 вересня 1995, Дукі-ді-Кашиас) — бразильський футболіст, захисник.

## Клубна кар'єра
Марлон — вихованець клубу «Флуміненсе». 22 травня 2014 року в матчі проти «Сан-Паулу» він дебютував в бразильській Серії А.
Влітку 2016 року гравця орендувала іспанська «Барселона». 23 листопада, в матчі Ліги чемпіонів проти шотландського «Селтіка», Марлон дебютував за основний склад, замінивши в другому таймі Жерарда Піке. На початку 2017 року «Барселона» викупила його за 5 млн євро, гравець підписав з клубом 4-річний контракт.
Влітку того ж 2017 року на умовах дворічної оренди перейшов до французької «Ніцци», в якій, утім, провів лише один сезон, після чого керівництво французького клубу повідомило, що гравець не входить до їх подальших планів.
16 серпня 2018 року контракт гравця за 6 млн євро був викуплений італійським «Сассуоло».
22 червня 2021 року стало відомо про підписання 5-річного контракту між Марлоном та клубом української Прем'єр-ліги «Шахтарем». Сума трансферу, за даними ЗМІ, склала 12 млн євро.
Через повномасштабне вторгнення Росії більшість гравців-легіонерів в Україні 2022 року залишили свої клуби, зокрема Марлон, який на той час відіграв за гірників лише у 22 офіційних іграх, повернувся до Італії, приєднавшись на правах оренди до «Монци».
У липні 2023 року на умовах річної оренди повернувся до рідного «Флуміненсе».
З 11 вересня 2024 року по липень 2025 року захищав кольори клубу «Лос-Анджелес».

## Виступи за збірні
У 2015 році в складі молодіжної збірної Бразилії Марлон взяв участь у молодіжному чемпіонаті Південної Америки в Уругваї. На турнірі він взяв участь в матчах проти команд Чилі, Колумбії, Парагваю, Аргентини і двічі Уругваю.
Влітку того ж року в складі молодіжної збірної Марлон посів друге місце на молодіжному чемпіонаті світу в Новій Зеландії. На турнірі він взяв участь в матчах проти команд Угорщини, Нігерії, Уругваю, Португалії, Сенегалу і Сербії.

## Титули і досягнення
- Володар Кубка Іспанії (1):

«Барселона»: 2017
- Переможець Кубка Лібертадорес (1):

«Флуміненсе»: 2023
- Переможець Рекопи Південної Америки (1):

«Флуміненсе»: 2024